# Yuxian
Yuxian (毓賢T; 1842 – Lanzhou, 22 febbraio 1901) è stato un politico cinese.
Fu uno dei maggiori esponenti politici dei ribelli Boxer, ordinando tra il 1899 e il 1900 il massacro di migliaia di cinesi cristiani e cittadini stranieri. Dopo la fine della rivolta dei Boxer divenne un capro espiatorio per le autorità cinesi e giustiziato.

## Biografia
Figlio di un nobile minore manciù, divenne un funzionario della dinastia Qing, operando nello Shandong. Dopo la penuria di truppe imperiali provocata dallo scoppio della prima guerra sino-giapponese del 1894, lo Shandong divenne politicamente instabile, e Yuxian, come prefetto della provincia, per mantenerne il controllo dovette allearsi con milizie locali come la Società delle grandi spade e la Società di giustizia e concordia.
Allo scoppio della rivolta dei Boxer nel 1899 Yuxian era ormai governatore dello Shandong, e dopo un primo breve periodo di repressione dei ribelli (sconfitti alla battaglia del tempio di Senluo), gli diede il proprio pieno appoggio, non opponendosi ai massacri che essi compivano di cristiani cinesi e cittadini stranieri. Presto fu identificato dall'Alleanza delle otto nazioni come uno dei principali protettori politici dei Boxer, e per questo ne fu chiesta la rimozione dallo Shandong all'imperatrice Cixi.
Yuxian venne semplicemente trasferito nel febbraio 1900 nella provincia dello Shanxi, di cui divenne nuovo governatore. Mentre i Boxer erano molto forti nello Shandong nello Shanxi il movimento era praticamente assente, ma Yuxian si prodigò per rafforzarlo e ordinò nuovi massacri di cristiani e stranieri. Decine di chiese cristiane bruciarono in tutta la provincia, e scoppiarono sanguinosi scontri tra i ribelli e gruppi di resistenza cattolici. La capitale della provincia, Taiyuan, fu presto insanguinata da omicidi, esecuzioni e stragi, e il 27 giugno 1900 fu anche data alle fiamme dai Boxer sostenuti dal governatore. Temendo di perdere il controllo dei Boxer, Yuxian scrisse alla Città Proibita chiedendo urgentemente truppe di rinforzo, ma in quel momento anche Pechino era in preda alla guerra con gli assedi delle legazioni e della cattedrale di Beitang allora in corso, e le sue lettere vennero ignorate. Per la sua efferatezza, divenne noto come "il macellaio dello Shanxi".
Yuxian rimase a Taiyuan per tutta l'estate 1900, ospitando anche la corte imperiale quando essa fuggì dalla capitale dopo la conquista occidentale di Pechino. L'imperatrice Cixi rimase ospite del governatore per tre settimane, ma gli occidentali erano ormai giunti a mettere a ferro e fuoco Baoding, appena oltre i confini provinciali, e minacciavano un'invasione dello Shanxi, motivo per cui la corte cinese infine fuggì verso la più sicura Xi'an. Il governatore disponeva di un esercito di circa 10 000 uomini, e impedì il passaggio delle truppe occidentali per lo Shanxi, le quali comunque desistettero dopo pochi tentativi di ricognizione.
Tuttavia a livello politico già la corte cinese stava contrattando con le potenze coloniali, che esigevano pene esemplari per i sostenitori politici dei Boxer, tra cui Yuxian. Il governatore fu rimosso dai suoi incarichi il 26 settembre 1900 ed esiliato nello Xinjiang. Divenne quindi il capro espiatorio delle autorità cinesi, e altre figure politiche come Yikuang e Li Hongzhang scaricarono su di lui le proprie responsabilità nella rivolta dei Boxer. Nel febbraio 1901 fu quindi arrestato e, per compiacere gli occidentali, giustiziato mediante decapitazione.